# Microrégion de Cacoal

Localisation de la microrégion de Cacoal

La microrégion de Cacoal est l'une des six microrégions qui subdivisent l'est de l'État du Rondônia au Brésil.
Elle comporte 10 municipalités qui regroupaient 237 645 habitants en 2006 pour une superficie totale de 24 526 km2.
La zone est riche en or et en diamants.

## Municipalités[1]
- Alta Floresta d'Oeste
- Alto Alegre dos Parecis
- Castanheiras
- Cacoal
- Espigão d'Oeste
- Ministro Andreazza
- Novo Horizonte do Oeste
- Rolim de Moura
- Rio Crespo
- Santa Luzia d'Oeste